# Линьтань
Линьта́нь (кит. упр. 临潭, пиньинь Líntán, тиб. ལིན་ཐན, Вайли: lin than) — уезд Ганьнань-Тибетского автономного округа провинции Ганьсу (КНР).

## История
При империи Цзинь был создан уезд Таоян (洮阳县).
При империи Северная Чжоу был создан уезд Мэйсян (美相县). При империи Тан в 631 году он был переименован в Линьтань. Впоследствии эти места были захвачены тибетцами.
При империи Мин эти места находились под контролем Таочжоуского караула (洮州卫). При империи Цин он был преобразован в Таочжоуский комиссариат (洮州厅). После Синьхайской революции в Китае была проведена реформа структуры административного деления, и в 1913 году Таочжоуский комиссариат был преобразован в уезд Линьтань
В 1950 году был образован Специальный район Линься (临夏专区), и эти земли вошли в его состав. В 1953 году был образован Ганьнань-Тибетский автономный район (甘南藏族自治区), и уезд перешёл в его состав. 26 декабря 1955 года постановлением Госсовета КНР Ганьнань-Тибетский автономный район был преобразован в Ганьнань-Тибетский автономный округ. В 1958 году уезд Джоне был разделён между уездами Линьтань и Джугчу, но в 1961 году был воссоздан.

## Административное деление
Уезд делится на 5 посёлка, 8 волостей и 3 национальные волости.